# Rádió Plusz (2021–2023)
A Rádió Plusz egy Marcaliban és Dombóváron fogható helyi, ideiglenes kereskedelmi rádióállomás volt, amely a marcali 88,0 MHz-en 2021. szeptember 1-én, míg a dombóvári 95,3 MHz-en pontosan egy évvel később reggel 6 órakor indult.

## Története
2021 júliusában a Médiatanács gyűlésén döntöttek arról, hogy a 88,0 MHz-es frekvencián Rádió Plusz néven indulhat rádió Marcaliban. A rádió végül szeptember 1-jén reggel 6 órakor kezdte meg adását. Műsora Marcali mellett Keszthelyen és Fonyódon is hallható volt. A frekvenciáját korábban az N-Joy Rádió használta. 2023. február 14-én a marcali adás helyi vételkörzetű rádiós médiaszolgáltatási lehetőség használatára szóló ideiglenes hatósági szerződését a médiaszolgáltatási díjfizetési kötelezettség megszegése miatt azonnali hatállyal felmondta.
2022. szeptember 1-től a rádió adása Dombóváron is hallható a 95,3 MHz-es frekvencián, amit korábban a Joker Rádió használt.
A két frekvencián (egymástól eltérő) helyi műsor volt hallható a nap 24 órájában.
2023 tavaszán váratlanul megszűnt a műsorvezetés, majd áprilisban a rádió műsorszórása is.

## Munkatársak

### Műsorvezetők

#### Marcali
- Glacz Norbert
- Földi Bernadett
- Kenéz Kolos
- Varga Zalán
- Weisz Mátyás
- Kondor Roland
- Szakál Miklós
- File Csaba

#### Dombóvár
- Kondor Roland
- Györfi Kata
- Koltai Tamás
- Zelfel Rena
- Magyar Norbert

### Hírszerkesztők

#### Marcali és Dombóvár
- Bürgés Dávid
- Lendvai Bia
- Varga Zalán
- Földi Bernadett